# Powstanie w Jerozolimie (66)
Powstanie w Jerozolimie – zbrojne wystąpienie w czasie wojny żydowskiej, które miało miejsce w roku 66 n.e.
W roku 66 n.e. w wyniku zamieszek do jakich doszło w Jerozolimie, miasto opuściło 3000 Rzymian pod wodzą prokuratora Gesjusza Florusa. W mieście pozostały jedynie niewielkie siły centuriona Metiliusza, które po negocjacjach z Żydami złożyły broń. Tymczasem przeciwko walkom opowiedzieli się przedstawiciele miejscowej arystokracji, którzy o pomoc poprosili króla Chalkis Heroda Agryppę II. 
Po wyjeździe Florusa z miasta, w trakcie burzliwych dyskusji Żydzi nakazali Herodowi Agryppie opuszczenie miasta szykując się do powstania. Po dotarciu do swoich posiadłości nad górnym Jordanem Agryppa wysłał do Jerozolimy 2000 jazdy, która miała wzmocnić siły rzymskie Metiliusza w świątyni, obleganej przez 10 000 powstańców pod wodzą Eleazara. Jednocześnie zeloci dowodzeni przez Manahema, zawziętego wroga Rzymian, wydostali się z miasta i skierowali się ku twierdzy Masada, gdzie po rozbiciu kohorty rzymskiej zdobyli znaczne ilości broni. Po powrocie do Jerozolimy siły Manahema wsparły wojska Eleazara oblegające świątynię. 
W szeregi powstańców wstępowały rzesze mieszkańców miasta. Po ośmiu dniach walk, powstańcy wdarli się w końcu do świątyni wypierając broniących ją żołnierzy Heroda Agryppy. Ci schronili się w pałacu Heroda, zajmowanym przez legionistów Metiliusza. Następny atak powstańców Eleazara skierował się na bronioną przez 250 Rzymian twierdzę Antonia. Po wdarciu się rebeliantów do twierdzy wszyscy legioniści zginęli. Po tym sukcesie Eleazar zaatakował pałac Heroda broniony przez 230 legionistów oraz 2000 ludzi Heroda Agryppy. W trakcie walk o pałac na stronę Eleazara przeszło wielu żołnierzy Agryppy, co zmusiło legionistów Metiliusza do wycofania się do trzech wież pałacowych.
W trakcie walk w szeregach powstańców doszło do konfrontacji, w wyniku której zwolennicy Eleazara zabili Manahema i część jego ludzi. W tej sytuacji Eleazar samodzielnie objął dowództwo nad powstaniem. Po odcięciu Rzymian w wieżach od dostaw żywności, Metiliusz zgodził się na kapitulację. Dwustu ocalałym żołnierzom obiecano zachowanie życia. W trakcie marszu ku bramom miasta, zostali oni jednak zaatakowani przez ludzi Eleazara, którzy nie oszczędzili nikogo z Rzymian. Ocalał jedynie centurion Metiliusz, który przyrzekł, że nawróci się na judaizm. 
Powstanie w Jerozolimie zapoczątkowało pogromy Żydów w większości miast Palestyny, gdzie zginęło kilkadziesiąt tysięcy osób, a na czele wojsk rzymskich stanął Wespazjan.